# Riot on an Empty Street
Riot on an Empty Street – czwarty, a drugi międzynarodowy album norweskiego duetu Kings of Convenience. Brzmienie akustyczne gitary wzbogacono tu o banjo, trąbkę, bas i bębny. Na płycie w dwóch utworach pojawia się kanadyjska piosenkarka Feist. Muzycy zaproponowali nową wersję utworu z pierwszej płyty – "Surprise Ice". Technicznie płyta nagrana jest w stylistyce lo-fi. Album został wydany jako standardowy jewel-case z książeczką zawierającą teksty utworów. Utwory zostały nagrane i zmiksowane pomiędzy wrześniem 2003 i marcem 2004 w Grieghallen Studios w Bergen w Norwegii. Tylko utwór 8. nagrano w Duper Studios i ukończono w Grieghallen Studios. Płytę zmasterowano w The Exchange w Londynie.

## Lista utworów
1. "Homesick" – 3:13
2. "Misread" – 3:08
3. "Cayman Islands" – 3:02
4. "Stay Out of Trouble" – 5:04
5. "Know-How" (feat. Feist) – 3:58
6. "Sorry or Please" – 3:47
7. "Love Is No Big Truth" – 3:48
8. "I'd Rather Dance with You" – 3:29
9. "Live Long" – 2:57
10. "Surprise Ice" – 4:23
11. "Gold in the Air of Summer" – 3:33
12. "The Build-Up" (feat. Feist) – 4:05

## Twórcy
- muzyka – Kings of Convenience, z wyjątkiem utworów 5. i 12. – Feist
- słowa – Kings of Convenience, z wyjątkiem utworów 5. i 12. – Feist oraz utworu 9. – Are Glambek Bøe
- wokale – Eirik Glambek Bøe (1.,2.,3.,4.,5.,6.,7.,8.,9.,10.,11.), Erlend Øye (1.,3.,4.,5.,6.,7.,8.,9.,10.,11.,12.); Feist (5.,12.)
- gitara – Eirik Glambek Bøe (1.,2.,4.,5.,6.,7.,8.,9.,10.), Erlend Øye (3.,4.,5.,7.,10.,11.,12.)
- gitara elektryczna – Erlend Øye (1.)
- bas – Davide Bertolini (7.,11.), Erlend Øye (8.), Eirik Glambek Bøe (8.)
- fortepian – Eirik Glambek Bøe (2.,5.,6.,7.,8.,9.,11.), Erlend Øye (8.)
- wiolonczela – Siri Hilmen (2.,3.,4.)
- kontrabas – Davide Bertolini (2.,4.,5.,6.)
- altówka – Tobias Hett (2.,4.,6.,8.)
- perkusja – Eirik Glambek Bøe (8.)
- bębny – Erlend Øye (5.,6.,8.,12.), Eirik Glambek Bøe (7.)
- banjo – Erlend Øye (6.), Eirik Glambek Bøe (7.)
- trąbka – Erlend Øye (6.), Gary Peterson (6.)
- puzon – John-Arild Suther (9.,11.)
- karatale – Peter Kates (8.)
- nagrywanie – Davide Bertolini, z wyjątkiem utworu 9. – Yngve Sæthre
- produkcja muzyczna – Davide Bertolini, Kings Of Convenience
- miks i reżyser dźwięku – Davide Bertolini
- mastering – Guy Davies
- zdjęcia – Paulo Sutch, Øysein Fyxe
- opracowanie graficzne – Kings Of Convenience, Planet Earth

## Wersje[1]
Wszystkie wydane w 2004 roku.
- CD – album / promo; Source UK; nr kat. CD SOURDJ 09
- CD – album; Source UK, Virgin; nr kat. 0724357188425
- CD – album; Source UK, Virgin; nr kat. CDSOUR 099, 7243 5 71665 2 2
- LP – album; Source UK; nr kat. SOURLP 099
- CD – album; Astralwerks; nr kat. ASW 71665
- CD – album; Virgin, Toshiba EMI Ltd; nr kat. VJCP-68629

## Cytaty o płycie
- Eirik Glambek Bøe: „Styl tej płyty cechuje pewna schizofrenia”. „Każdy z nas inspirował się czymś innym, co może nieco zbijać z tropu. Zdaje się jednak, że jest to typowa cecha współczesności: ludzie nie bardzo wiedzą, do jakiego przynależą gatunku”.
- Erlend Øye: „Już nie mogę się doczekać, kiedy wszyscy zaczną mówić, że pierwsza płyta była lepsza”. “Dowcip polega na tym, że dwie piosenki powstały w 1998 roku, więc to tak, jakbyśmy nagrali covery siebie sprzed pięciu lat”[2].